# Нестерович, Павел Владимирович
Павел Владимирович Нестерович (8 июля 1913, Енцы, Могилёвская губерния — 7 сентября 1974, Гомель) — старшина Рабоче-крестьянской Красной армии, участник Великой Отечественной войны, Герой Советского Союза (1943).

## Биография
Павел Нестерович родился 8 июля 1913 года в деревне Енцы (ныне — Кормянский район Гомельской области Белоруссии). До призыва в армию работал на приисках в Амурской области. В июле 1941 года Нестерович был призван на службу в Рабоче-крестьянскую Красную армию. С ноября того же года — на фронтах Великой Отечественной войны.
К октябрю 1943 года красноармеец Павел Нестерович был сапёром 4-го отдельного сапёрного батальона 193-й стрелковой дивизии 65-й армии Центрального фронта. Отличился во время битвы за Днепр. 15 октября 1943 года Нестерович в числе первых переправился через Днепр в районе посёлка Лоев Лоевского района Гомельской области Белоруссии, натянув через реку канат для парома, и принял активное участие в переправе советских частей на западный берег. За последующий день он переправил 9 противотанковых орудий, 6 миномётных батарей с боеприпасами.
Указом Президиума Верховного Совета СССР от 30 октября 1943 года за «образцовое выполнение боевых заданий командования на фронте борьбы с немецкими захватчиками и проявленные при этом мужество и героизм» красноармеец Павел Нестерович был удостоен высокого звания Героя Советского Союза с вручением ордена Ленина и медали «Золотая Звезда» за номером 1536.
После окончания войны в звании старшины Нестерович был демобилизован. Проживал в Гомеле, работал в органах МВД СССР. 
Умер 7 сентября 1974 года.

## Награды
Указом Президиума Верховного Совета СССР от 30 октября 1943 года за «образцовое выполнение боевых заданий командования на фронте борьбы с немецкими захватчиками и проявленные при этом мужество и героизм» красноармеец Павел Нестерович был удостоен высокого звания Героя Советского Союза с вручением ордена Ленина и медали «Золотая Звезда» за номером 1536.
Был также награждён орденом Красной Звезды и рядом медалей.

## Память
- В честь П. В. Нестеровича названа улица в деревне Енцы.
- В 2005 году, накануне 60-летия Победы в Великой Отечественной войне 1941-1945 гг., на здании УВД Гомельского облисполкома Герою Советского Союза старшине милиции Нестеровичу Павлу Владимировичу установлена мемориальная доска.
- Имя П. В. Нестеровича на Аллее Славы в центральном сквере г. п. Корма.
- Стела в честь П. В. Нестеровича установлена на Аллее Героев в Гомеле (ул. Советская)[2][3].